# Geoffrey le Baker
Geoffrey el Baker (m. h. 1360), cronista inglés, también llamado Walter of Swinbroke, y fue posiblemente un empleado secular en Swinbrook en Oxfordshire.
Escribió un Chronicon Angliae temporibus Edwardi II et Edwardi III, que trata de la historia de Inglaterra desde 1303 hasta 1356. Desde el comienzo hasta alrededor de 1324 esta obra se basa en Continuatio chronicarum de Adam Murimuth, pero después de esa fecha contiene información que no se puede encontrar en ningún otro lugar, y termina con un relato detallado de la batalla de Poitiers. El autor obtuvo su conocimiento sobre los últimos días de Eduardo II de William Bisschop, un compañero de los asesinos del rey, Thomas Gurney y John Maltravers.
Geoffrey escribió también un Chroniculum desde la creación del mundo hasta 1336, cuyo valor es escaso. Sus escritos habían sido editados con notas de Sir Edward Maunde Thompson como el Chronicon Galfridi le Baker de Swynebroke (Oxford, 1889). Hay algunas dudas sobre la participación de Geoffrey en la compilación de la Vita et mors Edwardi II, usualmente atribuida a Sir Thomas de la More, o Moor, e impreso por William Camden en su Anglica scripta.
Se ha sostenido por Camden y otros que More escribió un relato del reinado de Eduardo en francés, y que este fue traducido al latín por Geoffrey y usado por él al compilar su Chronicon. Los estudiosos del siglo XIX, sin embargo, afirmaron que More no era escritor, y que la Vita et mors es un extracto del Chronicon de Geoffrey, y fue atribuido a More, quien era el mecenas del autor. En esto la conclusión apoya el veredicto de William Stubbs, quien ha publicado la Vita et mors en su Chronicles of the reigns of Edward I and Edward II (Londres, 1883). Los manuscritos de las obras de Geoffrey están en la Biblioteca Bodleyana en Oxford.